# バック音
バック音（バックおん）とは、自動車のシフトポジションがR(リバース)の位置にあるとき、ブザーやチャイム等で運転者に警告を呼びかける装置である。

## 概要
大抵は、「ピーピー」というような音が多い。初代フィット等一部を除くホンダ車は近年までは「キンコン、キンコン」と音が鳴る後退音を採用していたが、2016年に最後の採用車種であったホンダ・フリードが2代目へモデルチェンジしたのを機に消滅した。
同社の現行車種の一部は「ピンポン、ピンポン(ホンダ・フリード(2代目)及びホンダ・ステップワゴン(5代目)及びホンダ・N-BOX(2代目))」と独特の音である。他にも、「ポーン、ポーン(ホンダ・レジェンド(4代目以降)、ホンダ・CR-Z、ホンダ・オデッセイ(5代目、前期型・中期型のみ)、ホンダ・フィット(3代目)、ホンダ・NSX(2代目)レクサスGS、レクサスISなど)」「ピッ、ピッ(MAZDA車)」という音のものや、オプション設定になっているもの、あるいは搭載されていない車もある。
マニュアル車でも2トンクラス以上のトラック等には車外のバックブザーとは別に車内に搭載されているものが多い。
また、一般車両でも日産車の場合、リーフなどのEVかe-POWERシステム搭載の車種でモーター駆動の時にリバースギアへ入れるとカント音という特有の効果音で車外に対して警告を行う。
乗用車でも最近のトヨタ車(86、ZZT231セリカ、アルテッツァの6MT車)やスバル車(GDB以降インプレッサ、BRZなど)には付いていることが多い。また、BMWの現行車にも「チンチロリーン、チンチロリーン」と音が鳴ったりする。

### 法令
バック音はあくまでもメーカーが安全のため自主的に装備するものであり法で定められておらず、ブザーを取り外したりしても特に罰則等はない。乗用車ではATのみに装備されることが多い。トラックなどの商用車においては安全のため車外から聞こえるようになっている。